# Sie nannten ihn Mücke
Sie nannten ihn Mücke (Originaltitel: Lo chiamavano Bulldozer) ist eine italienisch-deutsche Action-Komödie aus dem Jahr 1978 mit Bud Spencer in der Hauptrolle. Premiere in Deutschland war am 6. Oktober 1978.

## Inhalt
Mücke ist ein italienischer Fischer und ehemaliger American-Football-Profispieler, dessen Boot durch das Sehrohr eines amerikanischen U-Bootes beschädigt wird. Bis sein Boot repariert wird, ist Mücke zunächst einmal arbeitslos und verbringt seine Zeit in Porto di Livorno (an der Küste der Toskana), wo er auf eine neue Thompson-Einspritzdüse wartet. Diese Düse kann ihm nur durch die lokale Militärgarnison Camp Darby der Amerikaner beschafft werden. Dort wird er aber von Sergeant Kempfer erkannt, der Mücke seinen Rückzug vom Sport übel nimmt und deswegen die Herausgabe der Düse verweigert. In einer Kneipe trifft er auf einige US-Soldaten, die von Sergeant Kempfer angeführt werden, und auf einheimische Kleinganoven, die mit den Soldaten des Öfteren in Streit und Schlägereien geraten, an denen irgendwann auch Mücke maßgeblich beteiligt ist.
Da sich die Soldaten nicht mehr mit ihnen schlagen dürfen, da sie sonst strafversetzt werden, fordern sie die Italiener zu einem Footballspiel heraus, das die Italiener nicht gewinnen müssen: Es reicht, wenn sie einen Punkt erzielen. Die Kleinganoven fragen Mücke, ob er sie nicht trainieren könne. Dieser lehnt erst ab, da er geschworen hat, nie wieder zu spielen. Er erklärt später einem der Italiener seinen Grund, nachdem er ihn vor dem Raufbold und Geldeintreiber Orso beschützt hat. Mücke entschließt sich dann aber doch, ihnen zu helfen, und trainiert die Italiener, allerdings nicht ohne ein paar Probleme dabei aus der Welt zu schaffen. Unter anderem holt er Orso für das Team, da sie einen Stürmer brauchen, und zwar mit der typischen Bud-Spencer-Methode – mit den Fäusten. Ebenso muss er fast die gesamte Mannschaft kurz vor dem Spiel aus einer Zockerhöhle befreien, in welcher sie betrogen wurde. Dies führt zu einer handfesten Schlägerei.
Beim großen Spiel wird von den Amerikanern, auf Befehl von Sergeant Kempfer, betont hart und unfair gespielt; so haben die Amerikaner beispielsweise zeitweise statt der erlaubten 13 ganze 30 Spieler und damit 17 Spieler zu viel auf dem Platz. Alle italienischen Spieler drohen aufgrund von Verletzungen vorzeitig auszufallen. Mücke entschließt sich daher kurzfristig, doch noch selbst einzugreifen. Er erringt für sein Team das Minimalziel des Punktgewinns durch einen Touchdown, bei dem er das Tor samt dem ebenfalls eingewechselten Sergeant Kempfer umhaut und den Football zum Touchdown so stark auf den Boden schlägt, dass dieser platzt. Kempfer will sich durch einen Schlag mit einem Schlagstock an Mücke rächen, trifft aber versehentlich seinen ranghöchsten Vorgesetzten, der ohnehin nicht gut auf ihn zu sprechen ist.

## Synchronisation
Die deutsche Fassung entstand bei der Rainer Brandt Filmproduktions GmbH in Berlin. Das Dialogbuch schrieb Rainer Brandt, der auch die Regie übernahm.
| Darsteller           | Rolle            | Synchronsprecher         |
| -------------------- | ---------------- | ------------------------ |
| Bud Spencer          | Mücke            | Arnold Marquis           |
| Raimund Harmstorf    | Sergeant Kempfer | Raimund Harmstorf        |
| Joe Bugner           | Orso             | Rainer Brandt            |
| Reinhard Kolldehoff  | Colonel Martin   | Reinhard Kolldehoff      |
| Nando Paone          | Ghigo            | Knut Reschke             |
| Enzo Santaniello     | Tojo             | Joachim Tennstedt        |
| Giovanni Vettorazzo  | Spitz            | Hans-Georg Panczak       |
| Ottaviano Dell’Acqua | Gerry            | Andreas Mannkopff        |
| Marco Stefanelli     | Tony             | Wolfgang Ziffer          |
| Totò Mignone         | Vater von Tony   | Friedrich Georg Beckhaus |
| Claudio Ruffini      | Marinesoldat     | Hans Nitschke            |
| Riccardo Pizzuti     | Marinesoldat     | Wolfgang Pampel          |

## Drehorte
Der Film wurde in Viareggio, Pisa und Marina di Pisa gedreht.

## Kritik
„Routinelustspiel aus der beliebten Bud-Spencer-Prügelserie.“

## Trivia
- In einem Running Gag wird Mücke aufgefordert, eine Tür kräftig zuzuschlagen, da sie klemmt, oder sie einfach zu schließen, was er auch tut, wobei die jeweilige Tür kaputtgeht oder ununterbrochen hin und her schwingt und es zu weiteren Nebenerscheinungen von Mückes Kraftakten kommt.
- Nachdem Mücke in einem illegalen Spielkasino einen Kartentrick aufdeckt, verweist er in der deutschen Synchronfassung darauf, dass nicht mal Klaus Kinski mit diesem Trick im Film Nobody Erfolg hatte. Damit ist der Film Nobody ist der Größte gemeint, in dem Terence Hill die Hauptrolle spielt.
- Joe Bugner, Darsteller des Orso, ist ein ehemaliger Profiboxer und trat unter anderem gegen Joe Frazier und Muhammad Ali an. Er ist auch in weiteren Filmen an der Seite von Bud Spencer zu sehen.

## Musik
Im Film singen Spencer und das Team, das Lied Quien te lo dijo. Unter anderem begleitet Bud das Lied mit der akustischen Gitarre.
Der Titelsong zum Film, Bulldozer von Oliver Onions (Guido & Maurizio De Angelis), wurde als Single veröffentlicht und erreichte Platz 2 der deutschen Charts.

## DVD-Veröffentlichung
Der Film erschien am 3. März 2005 bei Paramount auf DVD.
Im Jahr 2012 wurde der Film von Universum Film erneut auf DVD und erstmals auf Blu-ray veröffentlicht. Diese Veröffentlichungen beinhalten sowohl die deutsche Kinofassung (97 min.) als auch die italienische Originalfassung (110 min.).